# Tetrapisispora fleetii
Tetrapisispora fleetii är en svampart som beskrevs av Kurtzman, Statzell & Fell 2004. Tetrapisispora fleetii ingår i släktet Tetrapisispora och familjen Saccharomycetaceae.   Inga underarter finns listade i Catalogue of Life.